# Club Zero
Pour plus de détails, voir Fiche technique et Distribution.
Club Zero est un drame psychologique britanico-autrichien co-écrit et réalisé par Jessica Hausner, sorti en 2023,.
Il est présenté en compétition officielle au festival de Cannes 2023.

## Synopsis
Miss Novak est professeure de nutrition dans un lycée privé d'exception où elle donne des cours restreints à un certain groupe d'élèves intéressés voulant perdre leurs habitudes alimentaires. Dans ce mystérieux club, un engrenage malsain et spirituel se crée entre la professeure et ses élèves, prisonniers dans le Club Zero.

## Fiche technique
Sauf indication contraire, les informations mentionnées dans cette section peuvent être confirmées par la base de données cinématographiques IMDb,  présente dans la section « Liens externes ».
- Titre : Club Zero
- Réalisation : Jessica Hausner
- Scénario : Jessica Hausner et Géraldine Bajard
- Costumes : Tanja Hausner
- Photographie : Martin Gschlacht
- Montage : Karina Ressler
- Musique : Markus Binder
- Pays d'origine :  Autriche,  Royaume-Uni,  Allemagne et  France
- Format : couleur - 1,85:1 - Dolby Digital
- Genre : drame, thriller
- Durée : 110 minutes
- Dates de sortie :
  - France : 22 mai 2023 (festival de Cannes) ; 27 septembre 2023 (sortie nationale)
  - Autriche : 17 novembre 2023

## Distribution
- Mia Wasikowska : miss Novak
- Sidse Babett Knudsen : miss Dorset
- Ksenia Devriendt : Elsa
- Florence Baker : Ragna
- Luke Barker : Fred
- Samuel D. Anderson : Ben
- Gwen Currant : Helen
- Elsa Zylberstein : la mère d'Elsa
- Mathieu Demy : le père d'Elsa
- Keeley Forsyth : la mère de Ragna
- Lukas Turtur : le père de Ragna
- Sam Hoare : le père de Fred
- Camilla Rutherford : la mère de Fred
- Amanda Lawrence : miss Benedict, la mère de Ben
- Amir El-Masry : monsieur Dahl

## Sortie et accueil

### Critique
En France, le site Allociné propose une moyenne de 2,7⁄5, d'après l'interprétation de 29 critiques de presse.

## Distinctions

### Récompense
- Prix du cinéma européen 2023 : Meilleur compositeur

### Sélection
- Festival de Cannes 2023 : sélection officielle, en compétition